# Bieg Wazów

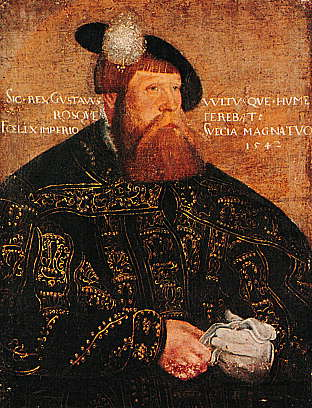
Bieg Wazów upamiętnia ucieczkę Gustawa Wazy w 1520

Bieg Wazów (właśc. Bieg Wazy, szw. Vasaloppet) – długodystansowy bieg narciarski, rozgrywany co roku w pierwszą niedzielę marca, w szwedzkiej prowincji Dalarna. To najstarszy, najdłuższy i największy bieg narciarski na świecie. W 80. imprezie, która miała miejsce 7 marca 2004, w samym tylko biegu głównym, rozgrywanym na dystansie 90 km z miejscowości Sälen do Mory, wzięło ok. 15,5 tys. biegaczy. W siedmiu różnych konkurencjach rozgrywanych w ramach Vasaloppet wzięło udział ponad 40 tysięcy biegaczy z całego świata. Pierwsza edycja Biegu miała miejsce w 1922, a inspiracją do zapoczątkowania tej tradycyjnej imprezy, była ucieczka przyszłego króla Gustawa Wazy przed siepaczami króla Chrystiana II w 1520. Zwycięzcą pierwszego biegu był Szwed Ernst Alm, który po dziś dzień pozostaje także najmłodszym triumfatorem.

## Historia

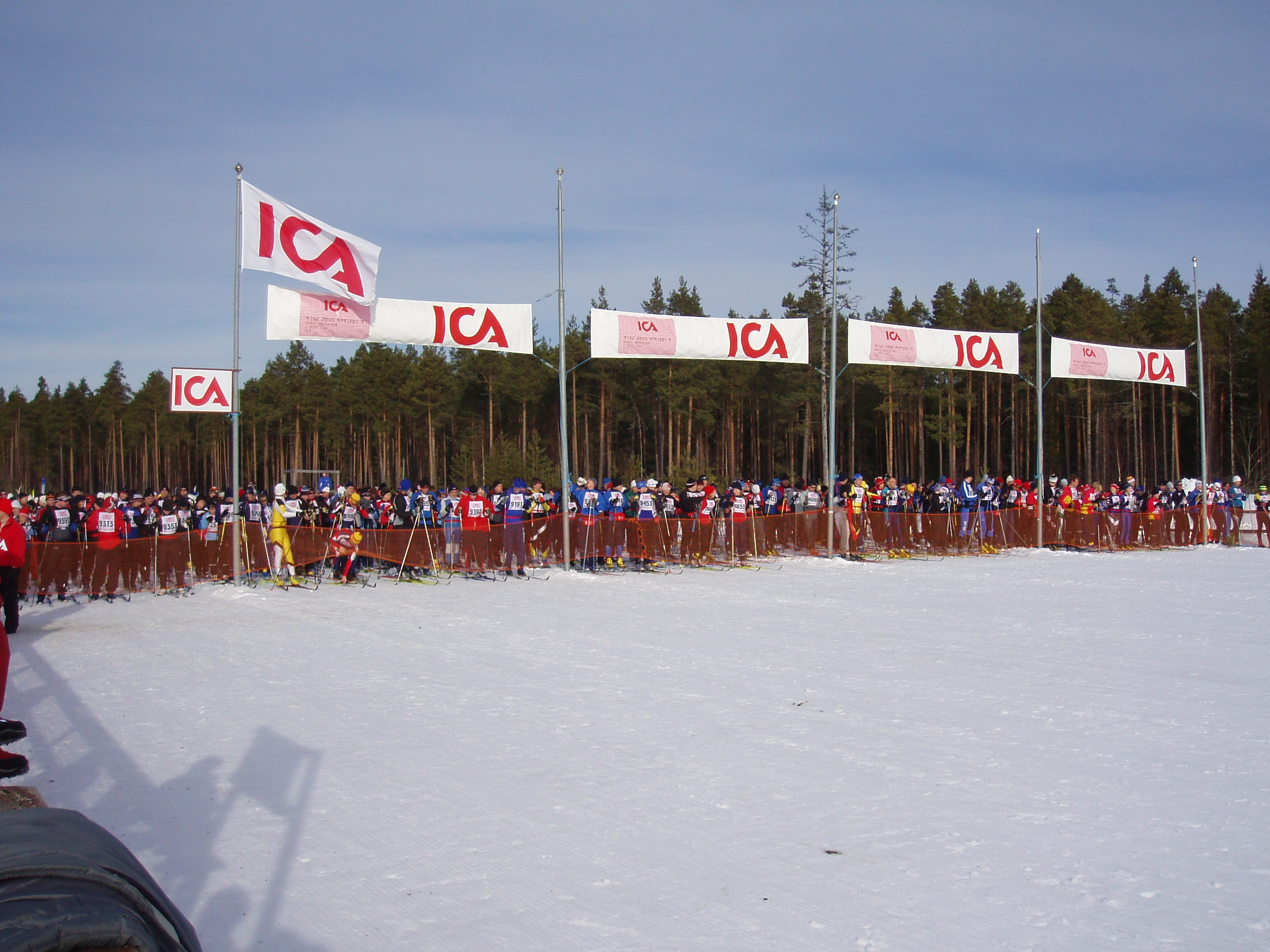
Start Biegu Wazów...

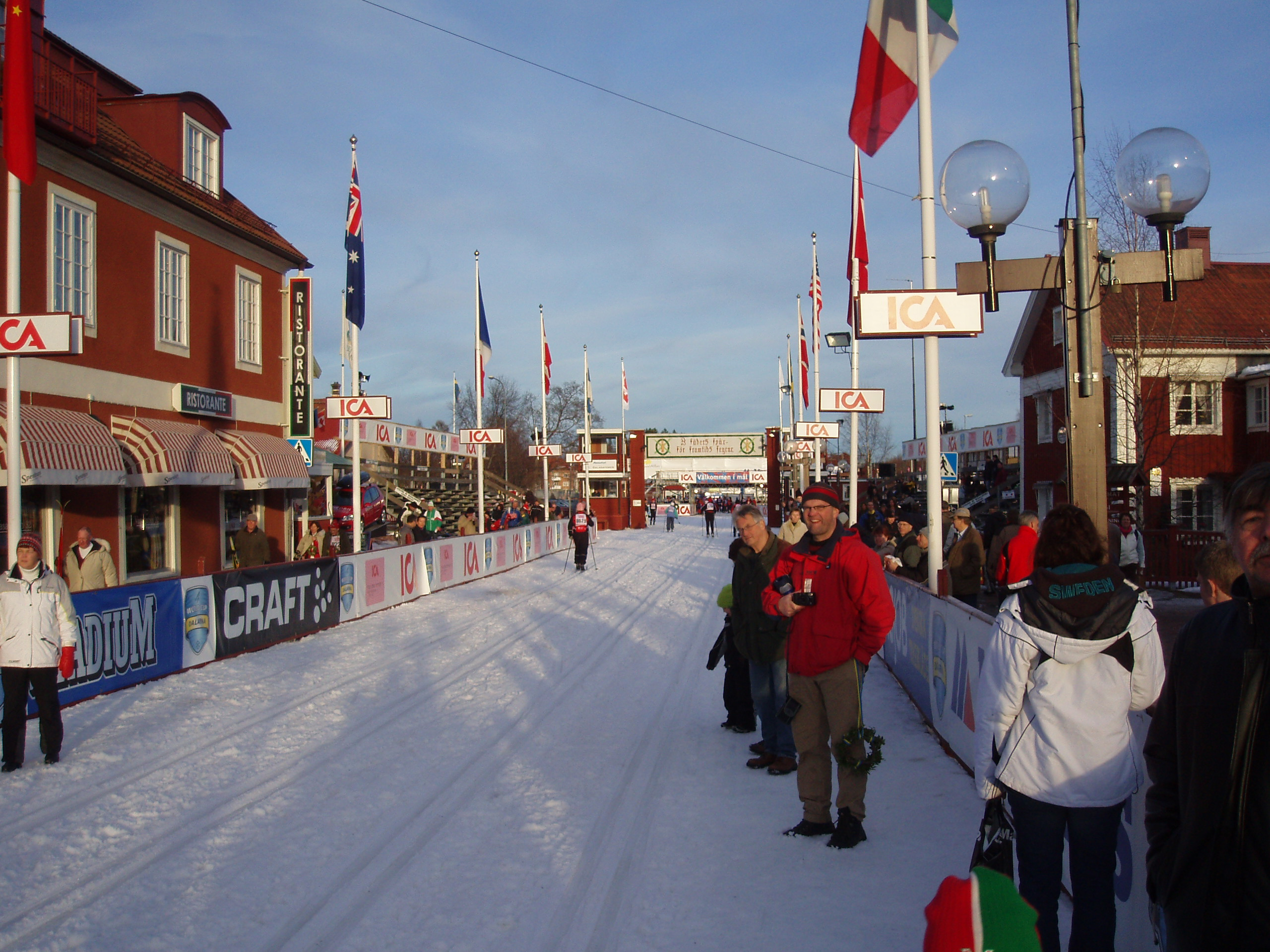
... i meta

Jak głosi podanie, w 1520 młody możny – Gustaw Ericsson Waza uciekał przed żołnierzami Chrystiana II – króla Szwecji i krajów unii kalmarskiej. Duża część szlachty była przeciwna królowi, dążącemu do całkowitego podporządkowania Szwecji Duńczykom. Aby uciszyć opozycję król zorganizował w Sztokholmie bal pojednawczy, ale zamiast pojednania zafundował podstępnie swoim przeciwnikom rzeź, która przeszła do historii jako sztokholmska krwawa łaźnia. Jej ofiarą padł także ojciec Gustawa, a on sam przedostał się do Mory w prowincji Dalarna, gdzie próbował przekonać miejscową ludność do buntu przeciw Chrystianowi. Po ich odmowie Gustaw chciał przedrzeć się na nartach do Norwegii, ale w okolicach Sälen doścignęła go grupa narciarzy, którzy poinformowali go, że mieszkańcy Mory zmienili zdanie i poprosili go o poprowadzenie buntu. Jego efektem było zwycięstwo nad Duńczykami, obalenie Chrystiana II, wstąpienie przez Gustawa na tron szwedzki i rozwiązanie unii z Norwegią i Danią.

## Biegi siostrzane
Podobne do Biegu Wazów imprezy rozgrywane są m.in. w Stanach Zjednoczonych (wyścigi na 35 i 58 km stylem dowolnym i 42 km stylem klasycznym w Mora, w stanie Minnesota) i w Chinach (od 2003 organizowany jest bieg w Changchun). Zwycięzcy imprezy amerykańskiej wygrywają udział w klasycznym, szwedzkim Biegu Wazów.

## Tydzień Wazów

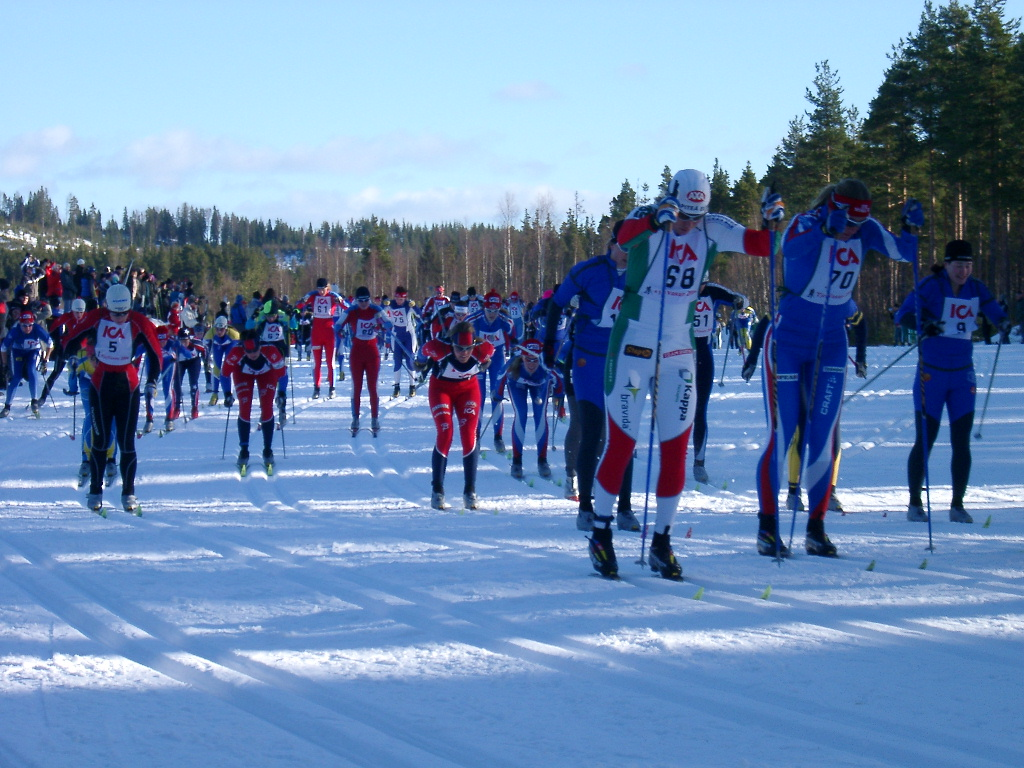
Start do biegu kobiet – 2006

Tydzień poprzedzający Bieg Wazów znany jest jako Tydzień Wazów. W tym czasie rozgrywane są następujące biegi:
- KortVasan (krótki – 30 km)
- TjejVasan (kobiecy – 30 km)
- HalvVasan (połowiczny – 45 km)
- Öppet spår (rekreacyjny – 90 km)
- StafettVasann (sztafetowy – 90 km)
- SkejtVasan (stylem dowolnym – 45 km)

## Zwycięzcy

### Mężczyźni
| Rok  | Imię i nazwisko                  | Kraj/Klub              | Czas          |
| ---- | -------------------------------- | ---------------------- | ------------- |
| 2025 | Alvar Myhlback                   | (Lager 157 Ski Team)   | 3:28:45       |
| 2024 | Torleif Syrstad                  | Norwegia               | 3:52:43       |
| 2023 | Emil Persson                     | (Lager 157 Ski Team)   | 3:37:43       |
| 2022 | Andreas Nygaard                  | Norwegia               | 3:32:18       |
| 2021 | Tord Asle Gjerdalen              | Norwegia               | 3:28:18       |
| 2020 | Petter Eliassen                  | Norwegia               | 4:25:14       |
| 2019 | Tore Björseth Berdal             | Norwegia               | 4:39:15       |
| 2018 | Andreas Nygaard                  | Norwegia               | 4:24:36       |
| 2017 | John Kristian Dahl               | Norwegia               | 3:57:18       |
| 2016 | John Kristian Dahl               | Norwegia               | 4:08:00       |
| 2015 | Petter Eliassen                  | Norwegia               | 4:01:48       |
| 2014 | John Kristian Dahl               | Norwegia               | 4:14:33       |
| 2013 | Jørgen Aukland                   | Norwegia               | 3:50:48       |
| 2012 | Jörgen Brink                     | (Hudiksvalls IF)       | 3:38:41       |
| 2011 | Jörgen Brink                     | (Hudiksvalls IF)       | 3:51:51       |
| 2010 | Jörgen Brink                     | (Hudiksvalls IF)       | 4:02:59       |
| 2009 | Daniel Tynell                    | (Grycksbo IF)          | 4:10:55       |
| 2008 | Jørgen Aukland                   | Norwegia               | 4:13:45       |
| 2007 | Oskar Svärd                      | (Ulricehamns IF)       | 4:43:40       |
| 2006 | Daniel Tynell                    | (Grycksbo IF)          | 4:34:09       |
| 2005 | Oskar Svärd                      | (Ulricehamns IF)       | 3:51:47       |
| 2004 | Anders Aukland                   | Norwegia               | 3:48:42       |
| 2003 | Oskar Svärd                      | (Sollefteå SK)         | 3:58:23       |
| 2002 | Daniel Tynell                    | (Falun/Borlänge SK)    | 3:58:52       |
| 2001 | Henrik Eriksson                  | (IFK Mora)             | 4:01:22       |
| 2000 | Raul Olle                        | Estonia                | 4:14:38       |
| 1999 | Staffan Larsson                  | (IFK Mora)             | 4.31.37       |
| 1998 | Peter Göransson                  | (Åsarna IK)            | 3.38.57       |
| 1997 | Michaił Botwinow                 | Austria                | 4.11.41       |
| 1996 | Håkan Westin                     | (Graningealliansen)    | 4.01.15       |
| 1995 | Sven-Erik Danielsson             | (Dala-Järna IK)        | 4.11.09       |
| 1994 | Jan Ottosson                     | (Åsarna IK)            | 4.06.19       |
| 1993 | Håkan Westin                     | (Graningealliansen)    | 4.02.10       |
| 1992 | Jan Ottosson                     | (Åsarna IK)            | 3.57.04       |
| 1991 | Jan Ottosson                     | (Åsarna IK)            | 5.07.11       |
| 1990 | Bieg odwołano                    | Bieg odwołano          | Bieg odwołano |
| 1989 | Jan Ottosson                     | (Åsarna IK)            | 5.09.33       |
| 1988 | Anders Blomqvist Örjan Blomqvist | (IFK Lidingö)          | 4.47.04       |
| 1987 | Anders Larsson                   | (Bondsjöhöjden)        | 4.20.20       |
| 1986 | Bengt Hassis                     | (Orsa IF)              | 3.48.55       |
| 1985 | Bengt Hassis                     | (Orsa IF)              | 4.45.43       |
| 1984 | Hans Persson                     | (Åsarna IK)            | 4.14.14       |
| 1983 | Konrad Hallenbarter              | Szwajcaria             | 3.58.08       |
| 1982 | Lasse Frykberg                   | (IFK Mora)             | 4.28.50       |
| 1981 | Sven-Åke Lundbäck                | (IFK Råneå)            | 4.29.32       |
| 1980 | Walter Mayer                     | Austria                | 4.08.02       |
| 1979 | Ola Hassis                       | (Orsa IF)              | 4.05.58       |
| 1978 | Jean-Paul Pierrat                | Francja                | 5.20.12       |
| 1977 | Iwan Garanin                     | ZSRR                   | 4.30.34       |
| 1976 | Matti Kuosku                     | (Högbo IF)             | 4.09.07       |
| 1975 | Gert-Dietmar Klause              | NRD                    | 4.20.29       |
| 1974 | Matti Kuosku                     | (Högbo IF)             | 5.06.23       |
| 1973 | Pauli Siitonen                   | Finlandia              | 4.42.11       |
| 1972 | Lars-Arne Bölling                | (IFK Mora)             | 5.35.19       |
| 1971 | Ole Ellefsæter                   | Norwegia               | 5.12.56       |
| 1970 | Lars-Arne Bölling                | (IFK Mora)             | 5.08.38       |
| 1969 | Janne Stefansson                 | (Sälens IF)            | 4.50.07       |
| 1968 | Janne Stefansson                 | (Sälens IF)            | 4.39.49       |
| 1967 | Assar Rönnlund                   | (IFK Umeå)             | 5.20.22       |
| 1966 | Janne Stefansson                 | (Sälens IF)            | 5.52.38       |
| 1965 | Janne Stefansson                 | (Sälens IF)            | 4.35.03       |
| 1964 | Janne Stefansson                 | (Sälens IF)            | 5.32.07       |
| 1963 | Janne Stefansson                 | (Sälens IF)            | 4.56.25       |
| 1962 | Janne Stefansson                 | (Sälens IF)            | 5.07.46       |
| 1961 | David Johansson                  | (Delsbo IF)            | 4.45.10       |
| 1960 | Sixten Jernberg                  | (Lima IF)              | 5.13.26       |
| 1959 | Sune Larsson                     | (Oxbergs IF)           | 5.13.28       |
| 1958 | Gunnar Larsson                   | (Oxbergs IF)           | 5.31.50       |
| 1957 | Gunnar Larsson                   | (Oxbergs IF)           | 6.23.40       |
| 1956 | Sigvard Jonsson                  | (Rossöns IK)           | 5.23.36       |
| 1955 | Sixten Jernberg                  | (Lima IF)              | 5.27.28       |
| 1954 | Pekka Kuvaja                     | Finlandia              | 6.22.51       |
| 1953 | Nils ‘Mora-Nisse’ Karlsson       | (IFK Mora)             | 5.01.55       |
| 1952 | Sigfrid Mattsson                 | (Skarpnäcks IF)        | 5.09.45       |
| 1951 | Nils ‘Mora-Nisse’ Karlsson       | (IFK Mora)             | 5.27.20       |
| 1950 | Nils ‘Mora-Nisse’ Karlsson       | (IFK Mora)             | 6.08.25       |
| 1949 | Nils ‘Mora-Nisse’ Karlsson       | (IFK Mora)             | 5.44.09       |
| 1948 | Nils ‘Mora-Nisse’ Karlsson       | (IFK Mora)             | 5.35.13       |
| 1947 | Nils ‘Mora-Nisse’ Karlsson       | (IFK Mora)             | 5.59.35       |
| 1946 | Nils ‘Mora-Nisse’ Karlsson       | (IFK Mora)             | 6.08.42       |
| 1945 | Nils ‘Mora-Nisse’ Karlsson       | (IFK Mora)             | 6.27.59       |
| 1944 | Gösta Andersson                  | (IFK Umeå)             | 5.18.43       |
| 1943 | Nils ‘Mora-Nisse’ Karlsson       | (IFK Mora)             | 5.47.10       |
| 1942 | Olle Wiklund                     | (IFK Bergvik)          | 5.31.50       |
| 1941 | Mauritz Brännström               | (IFK Norsjö)           | 6.51.12       |
| 1940 | Arthur Häggblad                  | (IFK Umeå)             | 6.23.57       |
| 1939 | Alfred Lif                       | (Orsa IF)              | 5.35.59       |
| 1938 | Elias Nilsson                    | (Östersunds SK)        | 5.48.28       |
| 1937 | Arthur Häggblad                  | (IFK Umeå)             | 6.05.56       |
| 1936 | Sven Hansson                     | (Lima IF)              | 6.31.55       |
| 1935 | Arthur Häggblad                  | (IFK Umeå)             | 6.08.55       |
| 1934 | Bieg odwołano                    | Bieg odwołano          | Bieg odwołano |
| 1933 | Arthur Häggblad                  | (IFK Umeå)             | 5.57.09       |
| 1932 | Bieg odwołano                    | Bieg odwołano          | Bieg odwołano |
| 1931 | Anders Ström                     | (IFK Mora)             | 6.37.47       |
| 1930 | Verner Lundström                 | (Arvidsjaurs IF)       | 6.56.30       |
| 1929 | J A Persson                      | (Arjeplogs SK)         | 6.38.22       |
| 1928 | Per-Erik Hedlund Sven Utterström | (Särna SK) (Bodens BK) | 5.33.23       |
| 1927 | Konrad Pettersson                | (Luleå SK)             | 6.19.32       |
| 1926 | Per-Erik Hedlund                 | (Malungs IF)           | 5.36.07       |
| 1925 | Sven Utterström                  | (Bodens BK)            | 6.03.55       |
| 1924 | John Lindgren                    | (IFK Umeå)             | 6.53.26       |
| 1923 | Oskar Lindberg                   | (IFK Norsjö)           | 6.32.41       |
| 1922 | Ernst Alm                        | (IFK Norsjö)           | 7.32.49       |

### Kobiety
| Rok  | Imię i nazwisko          | Kraj/Klub                 | Czas    |
| ---- | ------------------------ | ------------------------- | ------- |
| 2025 | Stina Nilsson            | Team Ragde Charge         | 3:54:00 |
| 2024 | Emilie Fleten            | Norwegia                  | 4:23:06 |
| 2023 | Emilie Fleten            | Norwegia                  | 4:04:08 |
| 2022 | Astrid Øyre Slind        | Norwegia                  | 3:50:06 |
| 2021 | Lina Korsgren            | (Åre Längdskidklubb)      | 3:52:08 |
| 2020 | Lina Korsgren            | (Åre Längdskidklubb)      | 4:41:02 |
| 2019 | Britta Johansson Norgren | (Sollefteå Skidor IF)     | 4:54:24 |
| 2018 | Lina Korsgren            | (Åre Längdskidklubb)      | 4:41:50 |
| 2017 | Britta Johansson Norgren | (Sollefteå Skidor IF)     | 4:19:43 |
| 2016 | Kateřina Smutná          | Austria                   | 4:17:56 |
| 2015 | Justyna Kowalczyk        | Polska                    | 4:41:02 |
| 2014 | Laila Kveli              | Norwegia                  | 4:31:57 |
| 2013 | Laila Kveli              | Norwegia                  | 4:22:22 |
| 2012 | Vibeke Skofterud         | Norwegia                  | 4:08:24 |
| 2011 | Jenny Hansson            | (Östersunds Skidlöparekl) | 4:25:30 |
| 2010 | Susanne Nyström          | (IFK Mora SK)             | 4:33:07 |
| 2009 | Sandra Hansson           | (Uddevalla IS)            | 4:43.13 |
| 2008 | Sandra Hansson           | (Uddevalla IS)            | 4:47.16 |
| 2007 | Elin Ek                  | (IFK Mora)                | 4:48.29 |
| 2006 | Cristina Paluselli       | Włochy                    | 4.59.24 |
| 2005 | Sofia Lind               | (Åsarna IK)               | 4.24.09 |
| 2004 | Sofia Lind               | (Åsarna IK)               | 4.20.28 |
| 2003 | Ulrika Persson           | (SK Bore)                 | 4.32.57 |
| 2002 | Swietłana Nagiejkina     | Białoruś                  | 4.38.47 |
| 2001 | Ulrika Persson           | (SK Bore)                 | 4.31.05 |
| 2000 | Swietłana Nagiejkina     | Rosja                     | 4.52.35 |
| 1999 | Sofia Lind               | (Åsarna IK)               | 5.04.50 |
| 1998 | Kerrin Petty             | (IFK Mora)                | 4.17.02 |
| 1997 | Sofia Lind               | (Åsarna IK)               | 5.06.35 |